# Caserne Victoria (Hong Kong)
Pour les articles homonymes, voir Caserne Victoria.
La caserne Victoria (域多利軍營, Victoria Barracks) était une installation militaire de Hong Kong située dans le quartier d'Admiralty (en) entre Cotton Tree Drive (zh), Kennedy Road (zh) et Queensway (en). Sa construction se déroule des années 1840 à 1874. Avec la caserne Murray, la caserne Wellington et le dock d'Admiralty, elle constituait une zone militaire britannique dans Central.
Son ancien emplacement est aujourd'hui occupé par le parc de Hong Kong et le complexe de tours de Pacific Place.

## Histoire

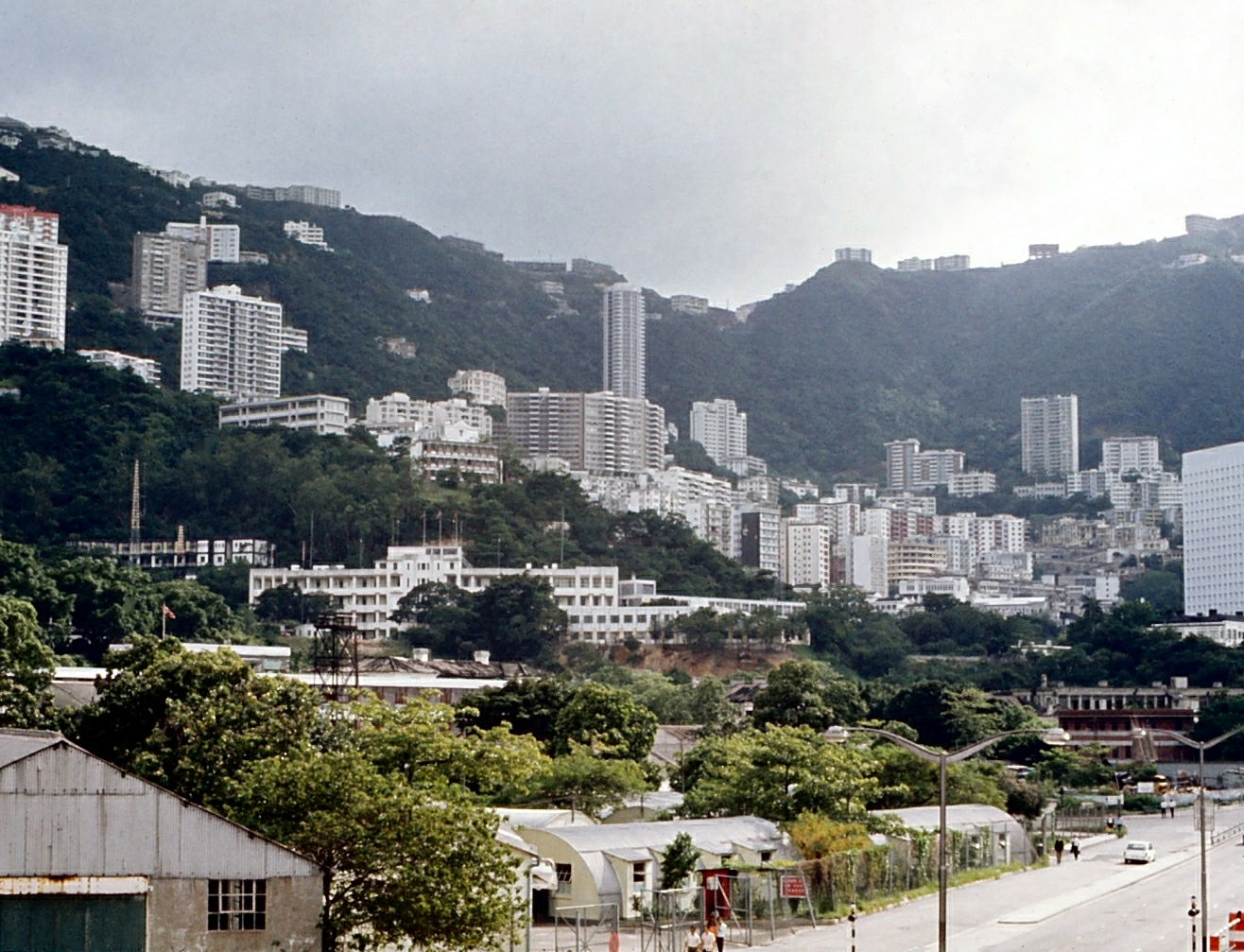
La caserne Victoria en 1971.

La caserne est l'un des premiers complexes militaires britanniques de Hong Kong et est utilisée par les Japonais pendant l'occupation de 1941 à 1945. Elle bénéficie d'une importante restauration après la Seconde Guerre mondiale. Une partie de ses terrains est transférée sous l'autorité du gouvernement de Hong Kong en 1967, puis la plupart des autres en 1979.
Selon la Hong Kong Heritage Society, une arche de style shinto a été construite et une pierre pilau (?) érigée par la marine impériale japonaise pendant la guerre. Ces structures japonaises sont encore présentes dans le caserne à la fin des années 1970.
Une partie de la caserne est ensuite utilisée comme antenne du département de l'immigration, des immigrants illégaux se rendant aux bureaux de la caserne Victoria pour s'enregistrer afin de demander des papiers d'identité hongkongais (en) en 1979.

## Reconversion
En mars 1977, le gouverneur de Hong Kong nomme un comité de planification de la caserne Victoria pour le conseiller, ainsi que le conseil exécutif, sur la reconversion de la zone. En septembre de la même année, le comité remet le Rapport au gouverneur en conseil sur l'aménagement futur de la caserne Victoria.
La planification du réaménagement de la caserne Victoria entraîne une forte pression publique à la fin des années 1970. Selon le rapport, l'institut royal de planification urbaine et la Hong Kong Heritage Society s'opposent à la création d'un comité ad hoc distinct du conseil d'urbanisme.
Dans le rapport, le comité suggère que la population appuie la conservation des arbres matures et des zones vertes, dont les pentes boisées, dans la caserne. En outre, il est suggéré que Flagstaff House et d'autres bâtiments historiques soient préservés. La Hong Kong Squash Racquets Association soutient la conservation du court de squash du bâtiment historique, qui est ensuite démoli lors du réaménagement et remplacé par un nouveau. L'association scoute de Hong Kong (en) demande l'attribution de certains bâtiments et structures pour mettre en place un centre de formation scout.
Certaines personnes proposent que le gouvernement relocalise la nouvelle école secondaire proposée, les bureaux du gouvernement et la Cour suprême de l'époque (aujourd'hui la Haute Cour).
En 1979, le gouvernement publie la proposition de planification finale qui mécontente  le conseil urbain, la Conservancy Association (en) et la Hong Kong Heritage Society car le gouvernement ait refusé de préserver l'ensemble du site de la caserne.
Une partie du site est reconvertie dans le parc de Hong Kong, tandis que la partie sud de la caserne est l'emplacement actuel de Pacific Place, de la Haute Cour (en) et des bureaux du gouvernement de Queensway.

## Bâtiments historiques

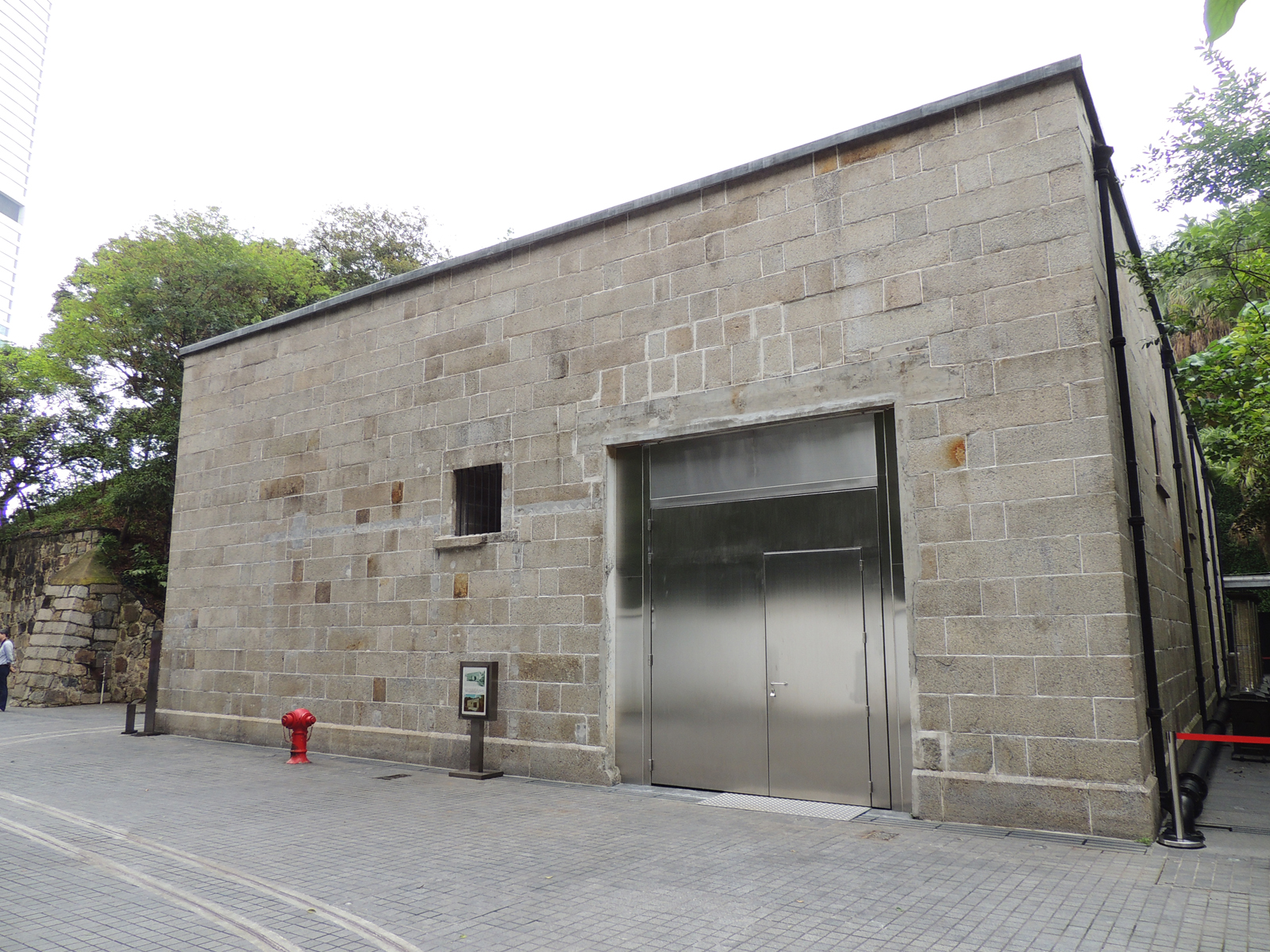
Ancien magasin d'explosifs. Magasin A.

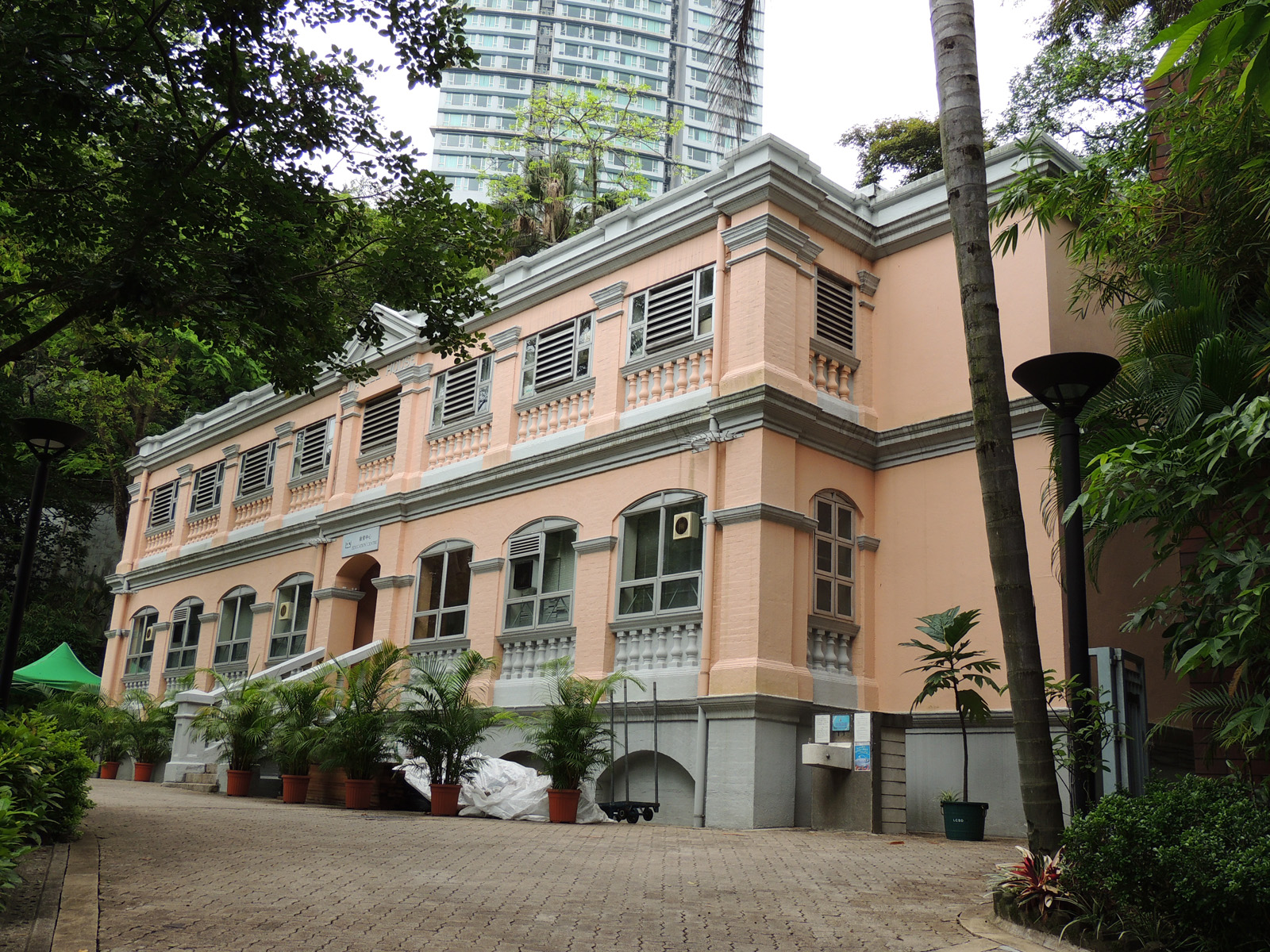
Wavell House dans le parc de Hong Kong.

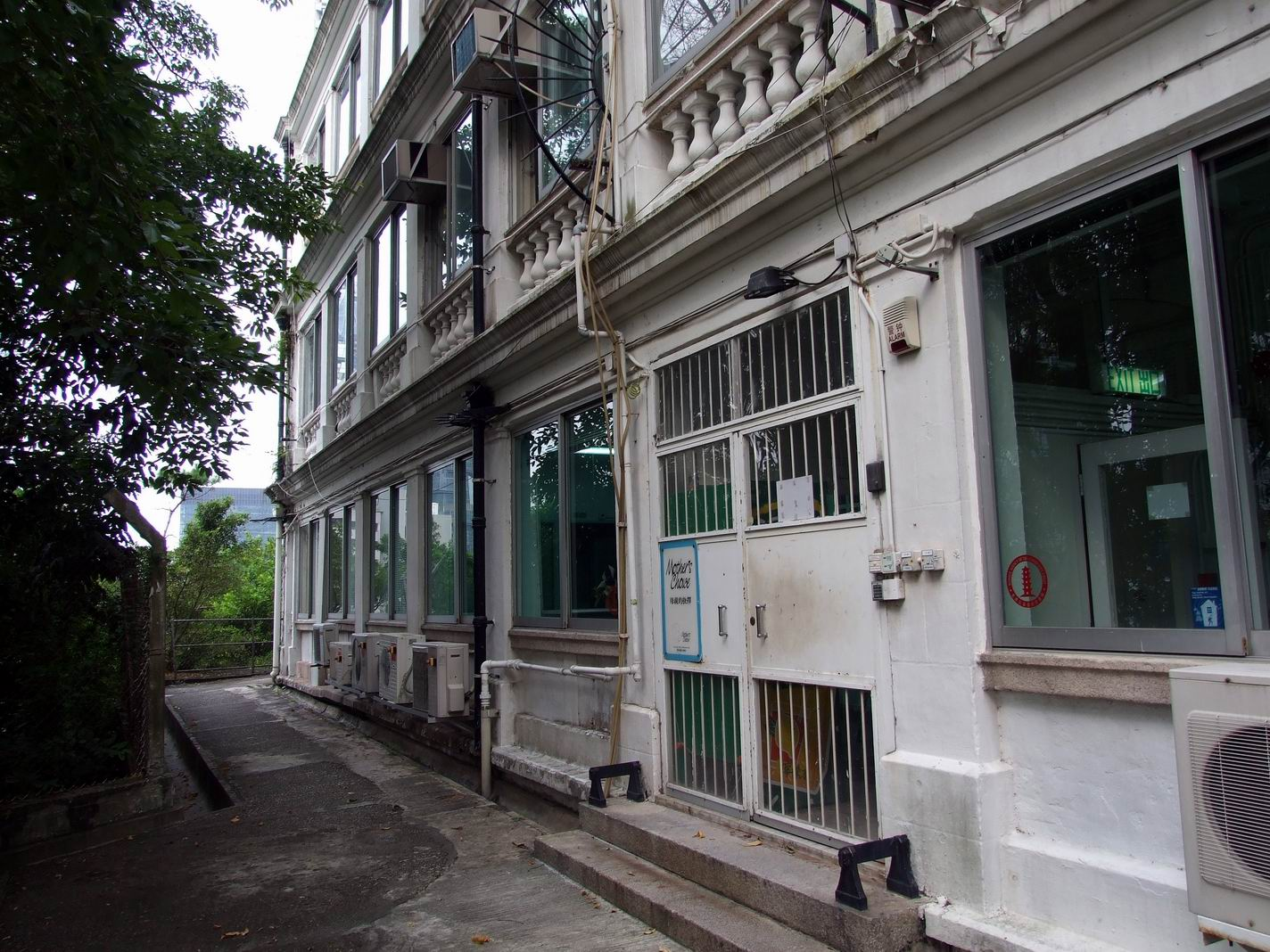
Bloc Montgomery sur Kennedy Road.

Certains des bâtiments de la caserne ont été préservés et classés comme bâtiments historiques de rang I :
- Le complexe de l'ancien magasin d'explosifs contient deux anciens magasins d'explosifs et un bâtiment de laboratoire séparés par des monticules de terre, appelés traverses, qui ont été construits comme tampons en cas d'explosion[8]. Les bâtiments font maintenant partie de l'Asia Society Hong Kong Centre (en)[9].
- Bloc Cassels (début du XXe siècle), l'ancienne caserne des officiers britanniques mariés. Initialement nommé « Bloc C[8] ». Il accueille depuis 1992 le centre d'arts visuels de Hong Kong et porte le nom de Robert Cassels (en), officier de l'armée indienne britannique et vice-roi des Indes.
- Rawlinson House (1910)[3], l'ancienne résidence du général adjoint britannique (également connu sous le nom de « commandant adjoint des forces britanniques »[2]), reconvertie dans les années 1980 en maison de registre des mariages. Deux logements familiaux d'adjudants lui ont été intégrés dans un seul bâtiment dans les années 1960[2]. Probablement nommé d'après Henry Rawlinson, officier de l'armée britannique pendant la Première Guerre mondiale .
- Wavell House (début du XXe siècle), ancien logement des officiers britanniques mariés, reconverti en 1991 en centre de soutien de la volière (Education Centre). Nommé d'après Archibald Wavell, maréchal de l'armée britannique et vice-roi des Indes.
- Bloc Montgomery, abrite actuellement Mother's Choice Limited. Il est donné au gouvernement de Hong Kong en 1967[2], bien que les membres des forces britanniques et leurs familles aient continué à occuper les appartements jusqu'en 1998 au moins. Il a probablement été nommé en l'honneur du maréchal Bernard Montgomery.
- Bloc Roberts, occupé depuis 1986 par le Jockey Club New Life Hostel de la New Life Psychiatric Rehabilitation Association. Il est donné au gouvernement de Hong Kong en 1967[2], bien que les membres des forces britanniques et leurs familles aient continué à occuper les appartements jusqu'en 1971 au moins. Probablement nommé d'après le maréchal Frederick Roberts, commandant pendant la guerre britannique avec l'Afghanistan.

## Queen's Line
La caserne Ching Yi To (正義道軍營), anciennement appelé Queen's Line, faisait partie de la caserne Victoria. L'actuelle caserne Ching Yi To est utilisée par l'armée populaire de libération chinoise. Dragon House et Paget House (百捷樓) sont deux des bâtiments de l'ancienne caserne Victoria dans la zone occupée par la caserne actuelle.

## Bâtiments détruits
Les bâtiments suivants ont été détruits lorsque la caserne a été reconvertie dans le parc de Hong Kong :
- Blocs A, B, C, D et E : Construits vers 1868 pour les troupes indiennes de la garnison. Les blocs A et B sont ensuite utilisés pour accueillir le quartier général dans les années 1920. Un pont en bambou est installer pour relier les deux blocs pendant cette période. Le bloc D est utilisé comme quartier général de la brigade des Gurkhas dans les années 1970[2]. Le comité de planification de la caserne de Victoria recommandait que le bloc E soit préservé pour un usage communautaire dans un rapport au gouverneur et au conseil exécutif de l'époque[3].
- Bloc Alexander : Érigé au début des années 1900[2].
- Bloc Birdwood : Identique au bloc Cassels avec le même toit en gradins[2]. Nommé d'après le lieutenant-général William Birdwood[12]. Il est utilisé comme quartier des officiers mariés[2].
- Bloc Colvin : Utilisé par le Women's Royal Army Corps (en)[13]. Probablement nommé d'après Mary Colvin (en), directrice du Women's Royal Army Corps de l'armée britannique. Actuel site du complexe du British Council et du consulat général britannique.
- Bloc Freyberg : Construit en 1931 et utilisé pour abriter le chef des services de renseignement[2]. Nommé d'après Bernard Freyberg, officier de l'armée britannique et plus tard gouverneur général de la Nouvelle-Zélande.
- Bloc Gort : Quartiers d'habitation probablement nommé en l'honneur de John Vereker.
- Bloc Hamilton : Rendu au gouvernement de Hong Kong en 1967[2].
- Bloc Kitchener : Utilisé comme logement pour les enseignants[2]. Nommé d'après Horatio Herbert Kitchener, secrétaire d'État britannique à la guerre.
- Le bâtiment des courts de squash dans la caserne a été le premier bâtiment de ce type construit à Hong Kong[14].

## Galerie

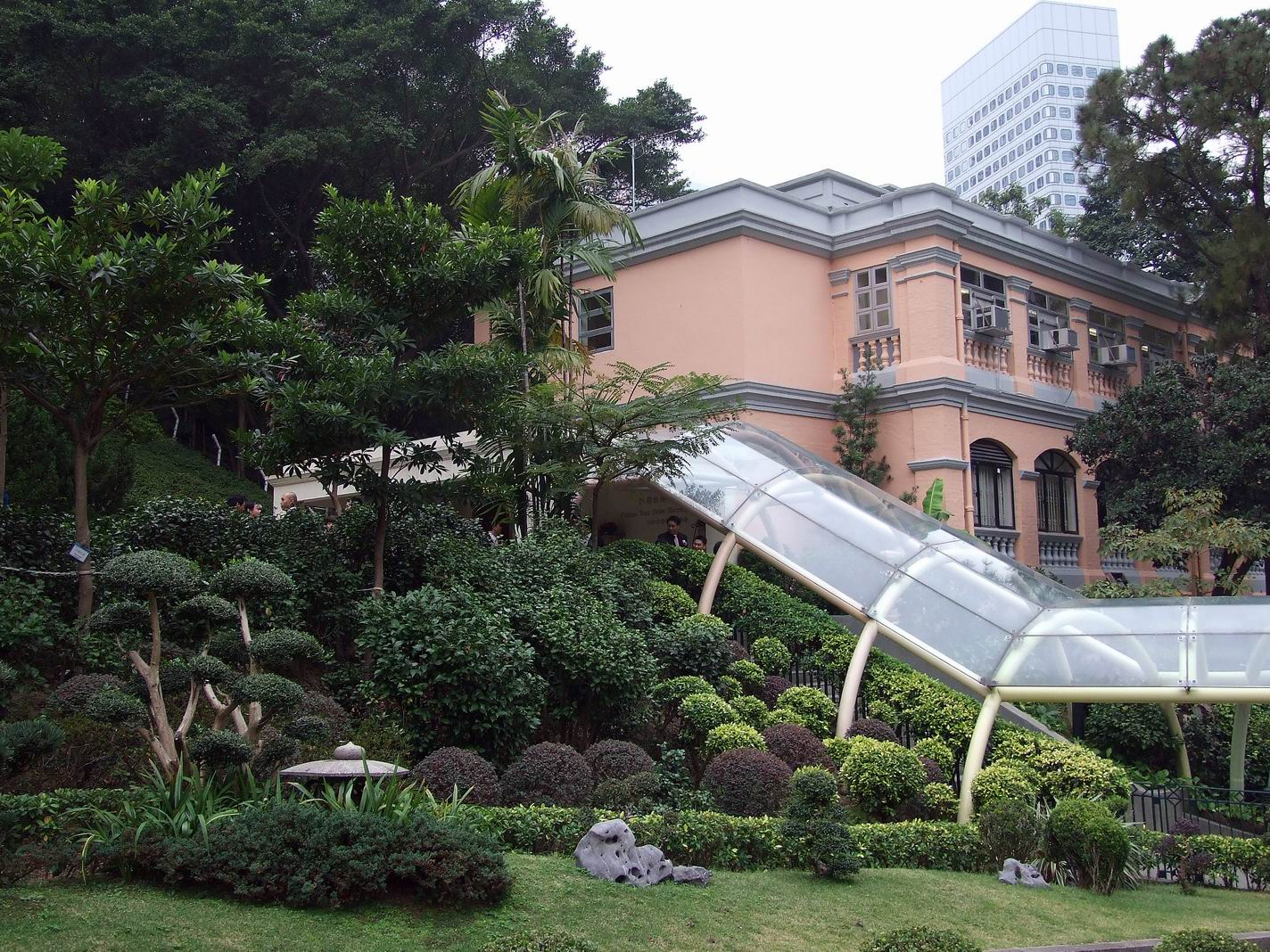
Rawlinson House, actuelle maison de registres des mariages de Cotton Tree Drive (zh)
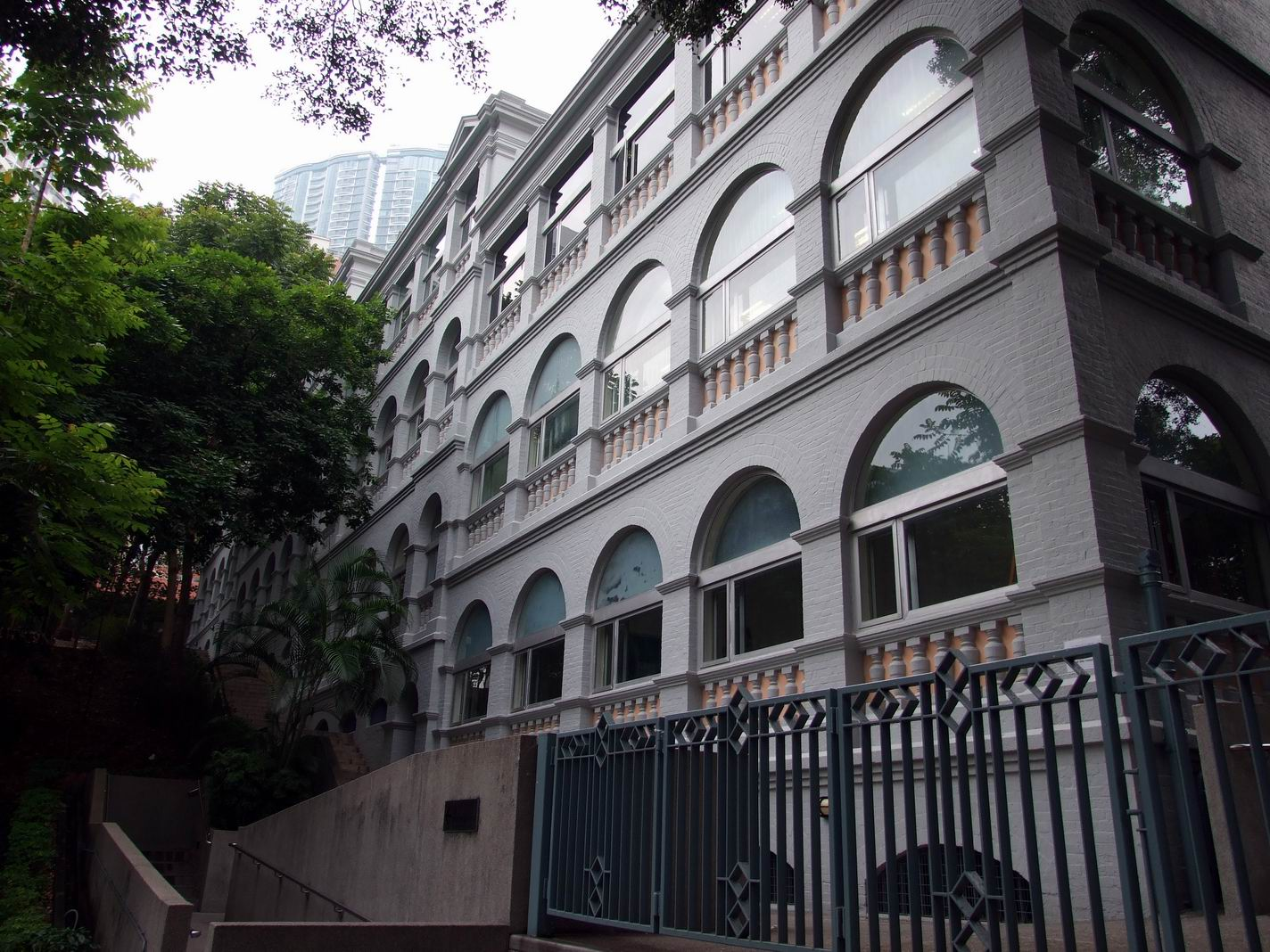
Le bloc Cassels
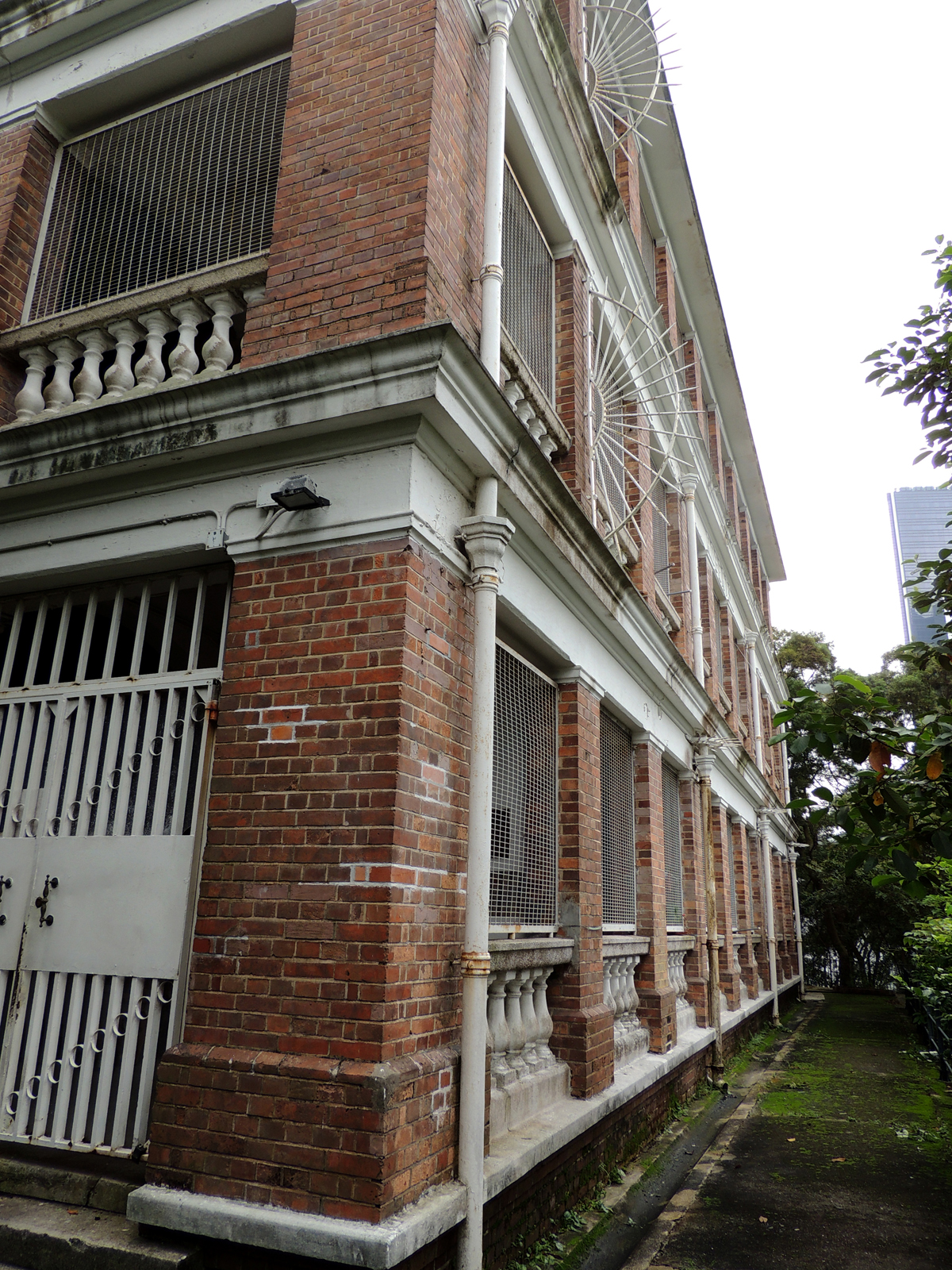
Le bloc Roberts
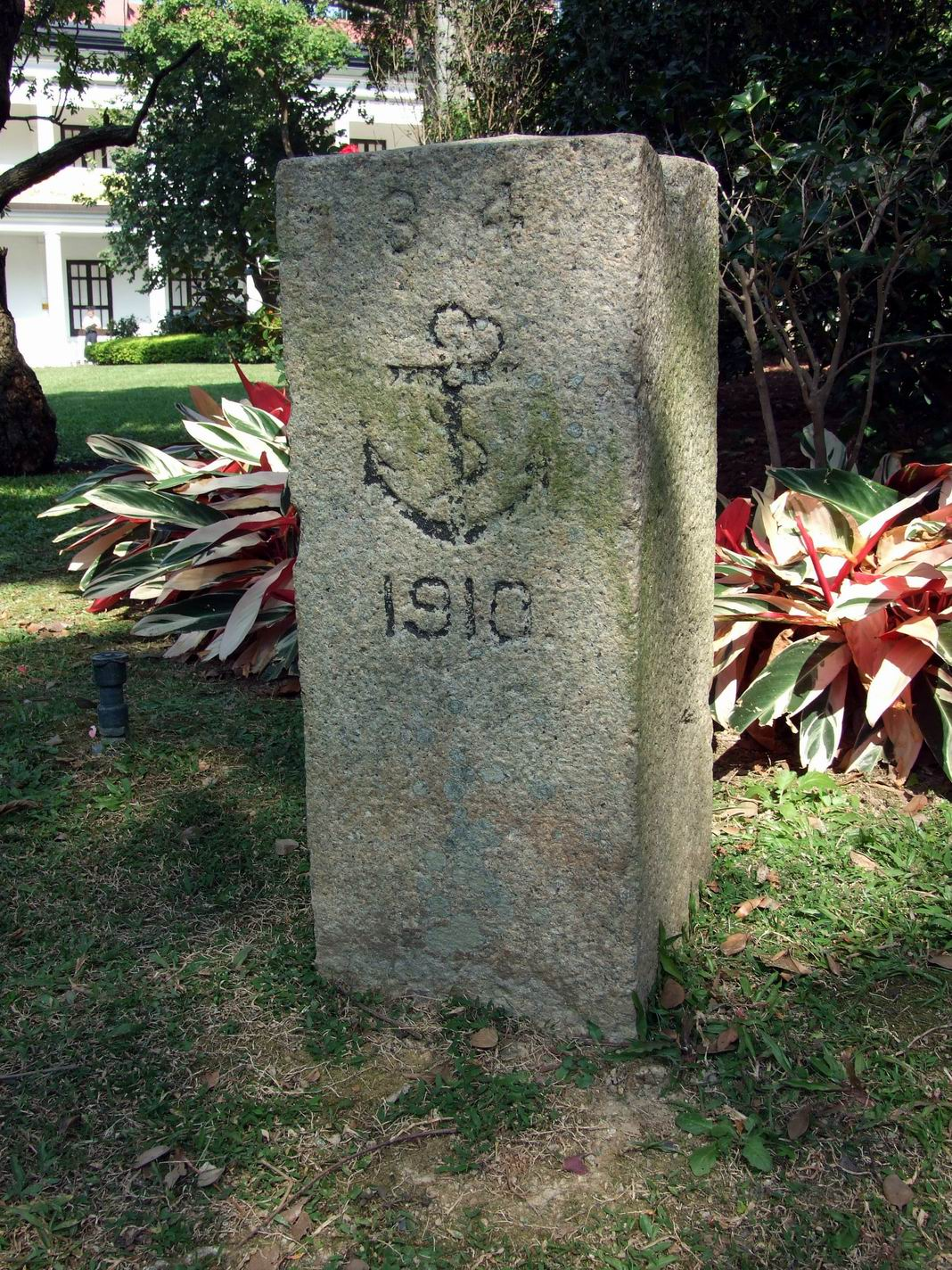
La pierre historique autrefois érigée dans la zone des casernes, aujourd'hui sur la pelouse à l'extérieur de Flagstaff House
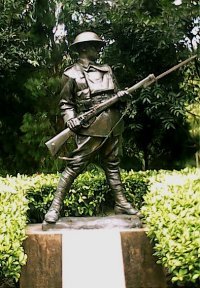
La statue d'un soldat britannique anonyme de la Première Guerre mondiale dans le parc de Hong Kong. Une plaque commémorative dédiée à tous les défenseurs de Hong Kong en décembre 1941 par l'intermédiaire du John Robert Osborn, et de la garnison britannique à Hong Kong est ensuite ajoutée
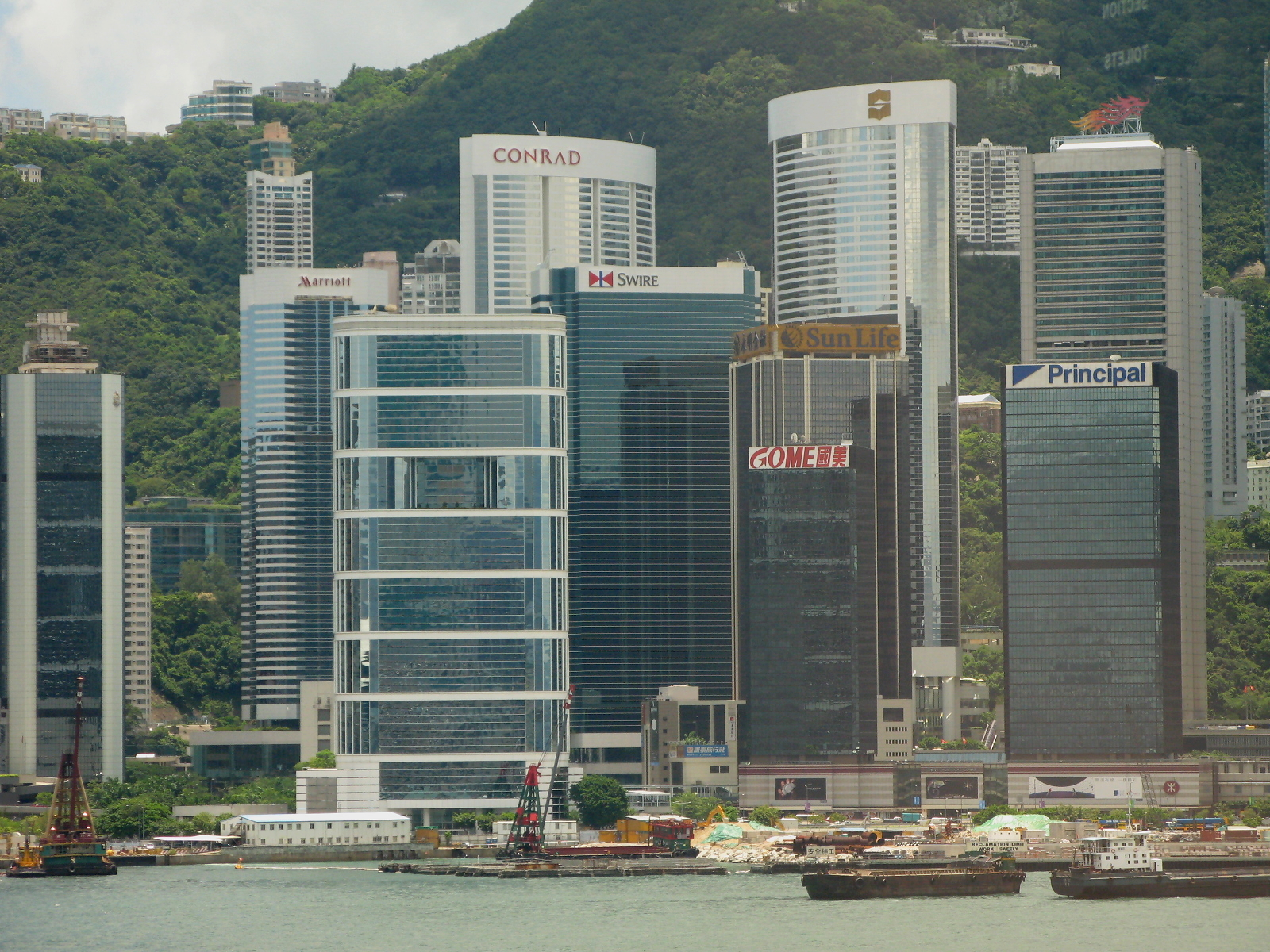
Pacific Place et les bureaux du gouvernement de Queensway (le grand bâtiment sur la droite) se trouvent sur l'ancien emplacement de la caserne Victoria